# Give Up Your Guns
"Give Up Your Guns" is een nummer van de Amerikaanse band The Buoys. Het nummer verscheen op hun enige studioalbum The Buoys uit 1971. Dat jaar werd het nummer uitgebracht als de tweede single van het album.

## Achtergrond
"Give Up Your Guns" is geschreven door Rupert Holmes en geproduceerd door Michael Wright. Het nummer gaat over een man die een bank in Tampa heeft overvallen en naar zijn geliefde is gevlucht. Wanneer hij de volgende ochtend wakker wordt, is zij verdwenen. Hij herinnert zich de woorden die zij de avond ervoor heeft gesproken: "lever je wapens in en laat het recht zegevieren". Uiteindelijk hebben de politiehonden zijn spoor gevonden en staat de sheriff voor zijn deur.
"Give Up Your Guns" kwam slechts tot plaats 84 in de Amerikaanse Billboard Hot 100. In Nederland kreeg de single populariteit doordat radio-dj Ad Bouman het nummer in zijn Adje Bouman Top Tien zette. In navolging hiervan werd het nummer uitgeroepen tot Alarmschijf en bereikte het de vijfde plaats in zowel de Top 40 als de Nationale Hitparade. De populariteit werd vergroot nadat het werd gebruikt in een radiocommercial voor een merk centrale verwarming.
In 1974 werd de lange instrumentale outro van "Give Up Your Guns" gebruikt door nieuwslezer Leo de Later als achtergrondmuziek. In mei 1979 gebruikte Radio Caroline het in een commercial ter promotie van de Caroline Music Show. Hierdoor kwam het nummer weer onder de aandacht, waardoor het in Nederland opnieuw als single werd uitgebracht. Ditmaal bereikte het de achtste plaats in de Top 40 en de negende plaats in de Nationale Hitparade. Daarnaast bereikte in 1971 een cover van het nummer door Ritty McGarretty al de Tipparade.

## Hitnoteringen

### Nederlandse Top 40
| Hitnotering week 1 t/m 9: 10-06-1972 t/m 05-08-1972 Hitnotering week 10 t/m 19: 18-08-1979 t/m 20-10-1979 | Hitnotering week 1 t/m 9: 10-06-1972 t/m 05-08-1972 Hitnotering week 10 t/m 19: 18-08-1979 t/m 20-10-1979 | Hitnotering week 1 t/m 9: 10-06-1972 t/m 05-08-1972 Hitnotering week 10 t/m 19: 18-08-1979 t/m 20-10-1979 | Hitnotering week 1 t/m 9: 10-06-1972 t/m 05-08-1972 Hitnotering week 10 t/m 19: 18-08-1979 t/m 20-10-1979 | Hitnotering week 1 t/m 9: 10-06-1972 t/m 05-08-1972 Hitnotering week 10 t/m 19: 18-08-1979 t/m 20-10-1979 | Hitnotering week 1 t/m 9: 10-06-1972 t/m 05-08-1972 Hitnotering week 10 t/m 19: 18-08-1979 t/m 20-10-1979 | Hitnotering week 1 t/m 9: 10-06-1972 t/m 05-08-1972 Hitnotering week 10 t/m 19: 18-08-1979 t/m 20-10-1979 | Hitnotering week 1 t/m 9: 10-06-1972 t/m 05-08-1972 Hitnotering week 10 t/m 19: 18-08-1979 t/m 20-10-1979 | Hitnotering week 1 t/m 9: 10-06-1972 t/m 05-08-1972 Hitnotering week 10 t/m 19: 18-08-1979 t/m 20-10-1979 | Hitnotering week 1 t/m 9: 10-06-1972 t/m 05-08-1972 Hitnotering week 10 t/m 19: 18-08-1979 t/m 20-10-1979 | Hitnotering week 1 t/m 9: 10-06-1972 t/m 05-08-1972 Hitnotering week 10 t/m 19: 18-08-1979 t/m 20-10-1979 | Hitnotering week 1 t/m 9: 10-06-1972 t/m 05-08-1972 Hitnotering week 10 t/m 19: 18-08-1979 t/m 20-10-1979 | Hitnotering week 1 t/m 9: 10-06-1972 t/m 05-08-1972 Hitnotering week 10 t/m 19: 18-08-1979 t/m 20-10-1979 | Hitnotering week 1 t/m 9: 10-06-1972 t/m 05-08-1972 Hitnotering week 10 t/m 19: 18-08-1979 t/m 20-10-1979 | Hitnotering week 1 t/m 9: 10-06-1972 t/m 05-08-1972 Hitnotering week 10 t/m 19: 18-08-1979 t/m 20-10-1979 | Hitnotering week 1 t/m 9: 10-06-1972 t/m 05-08-1972 Hitnotering week 10 t/m 19: 18-08-1979 t/m 20-10-1979 | Hitnotering week 1 t/m 9: 10-06-1972 t/m 05-08-1972 Hitnotering week 10 t/m 19: 18-08-1979 t/m 20-10-1979 | Hitnotering week 1 t/m 9: 10-06-1972 t/m 05-08-1972 Hitnotering week 10 t/m 19: 18-08-1979 t/m 20-10-1979 | Hitnotering week 1 t/m 9: 10-06-1972 t/m 05-08-1972 Hitnotering week 10 t/m 19: 18-08-1979 t/m 20-10-1979 | Hitnotering week 1 t/m 9: 10-06-1972 t/m 05-08-1972 Hitnotering week 10 t/m 19: 18-08-1979 t/m 20-10-1979 | Hitnotering week 1 t/m 9: 10-06-1972 t/m 05-08-1972 Hitnotering week 10 t/m 19: 18-08-1979 t/m 20-10-1979 | Hitnotering week 1 t/m 9: 10-06-1972 t/m 05-08-1972 Hitnotering week 10 t/m 19: 18-08-1979 t/m 20-10-1979 |
| Week | 1 | 2 | 3 | 4 | 5 | 6 | 7 | 8 | 9 | | 10 | 11 | 12 | 13 | 14 | 15 | 16 | 17 | 18 | 19 | |
| --- | --- | --- | --- | --- | --- | --- | --- | --- | --- | --- | --- | --- | --- | --- | --- | --- | --- | --- | --- | --- | --- |
| Positie                                                                                                   | 19 | 9 | 6 | 5 | 9 | 15 | 21 | 33 | 39 | uit | 24 | 16 | 8 | 8 | 8 | 12 | 18 | 25 | 38 | 40 | uit |

### Nationale Hitparade
| Hitnotering week 1 t/m 7: 10-06-1972 t/m 22-07-1972 Hitnotering week 8 t/m 16: 25-08-1979 t/m 20-10-1979 | Hitnotering week 1 t/m 7: 10-06-1972 t/m 22-07-1972 Hitnotering week 8 t/m 16: 25-08-1979 t/m 20-10-1979 | Hitnotering week 1 t/m 7: 10-06-1972 t/m 22-07-1972 Hitnotering week 8 t/m 16: 25-08-1979 t/m 20-10-1979 | Hitnotering week 1 t/m 7: 10-06-1972 t/m 22-07-1972 Hitnotering week 8 t/m 16: 25-08-1979 t/m 20-10-1979 | Hitnotering week 1 t/m 7: 10-06-1972 t/m 22-07-1972 Hitnotering week 8 t/m 16: 25-08-1979 t/m 20-10-1979 | Hitnotering week 1 t/m 7: 10-06-1972 t/m 22-07-1972 Hitnotering week 8 t/m 16: 25-08-1979 t/m 20-10-1979 | Hitnotering week 1 t/m 7: 10-06-1972 t/m 22-07-1972 Hitnotering week 8 t/m 16: 25-08-1979 t/m 20-10-1979 | Hitnotering week 1 t/m 7: 10-06-1972 t/m 22-07-1972 Hitnotering week 8 t/m 16: 25-08-1979 t/m 20-10-1979 | Hitnotering week 1 t/m 7: 10-06-1972 t/m 22-07-1972 Hitnotering week 8 t/m 16: 25-08-1979 t/m 20-10-1979 | Hitnotering week 1 t/m 7: 10-06-1972 t/m 22-07-1972 Hitnotering week 8 t/m 16: 25-08-1979 t/m 20-10-1979 | Hitnotering week 1 t/m 7: 10-06-1972 t/m 22-07-1972 Hitnotering week 8 t/m 16: 25-08-1979 t/m 20-10-1979 | Hitnotering week 1 t/m 7: 10-06-1972 t/m 22-07-1972 Hitnotering week 8 t/m 16: 25-08-1979 t/m 20-10-1979 | Hitnotering week 1 t/m 7: 10-06-1972 t/m 22-07-1972 Hitnotering week 8 t/m 16: 25-08-1979 t/m 20-10-1979 | Hitnotering week 1 t/m 7: 10-06-1972 t/m 22-07-1972 Hitnotering week 8 t/m 16: 25-08-1979 t/m 20-10-1979 | Hitnotering week 1 t/m 7: 10-06-1972 t/m 22-07-1972 Hitnotering week 8 t/m 16: 25-08-1979 t/m 20-10-1979 | Hitnotering week 1 t/m 7: 10-06-1972 t/m 22-07-1972 Hitnotering week 8 t/m 16: 25-08-1979 t/m 20-10-1979 | Hitnotering week 1 t/m 7: 10-06-1972 t/m 22-07-1972 Hitnotering week 8 t/m 16: 25-08-1979 t/m 20-10-1979 | Hitnotering week 1 t/m 7: 10-06-1972 t/m 22-07-1972 Hitnotering week 8 t/m 16: 25-08-1979 t/m 20-10-1979 | Hitnotering week 1 t/m 7: 10-06-1972 t/m 22-07-1972 Hitnotering week 8 t/m 16: 25-08-1979 t/m 20-10-1979 |
| Week | 1 | 2 | 3 | 4 | 5 | 6 | 7 | | 8 | 9 | 10 | 11 | 12 | 13 | 14 | 15 | 16 | |
| --- | --- | --- | --- | --- | --- | --- | --- | --- | --- | --- | --- | --- | --- | --- | --- | --- | --- | --- |
| Positie                                                                                                  | 25 | 9 | 6 | 5 | 6 | 16 | 22 | uit | 22 | 11 | 9 | 9 | 10 | 13 | 19 | 28 | 44 | uit |

### NPO Radio 2 Top 2000
| Nummer met noteringen in de NPO Radio 2 Top 2000 | '99 | '00 | '01 | '02 | '03 | '04 | '05 | '06 | '07 | '08 | '09 | '10 | '11 | '12 | '13 | '14  | '15  | '16  | '17  | '18  | '19  | '20  | '21  | '22  | '23  | '24  |
| ------------------------------------------------ | --- | --- | --- | --- | --- | --- | --- | --- | --- | --- | --- | --- | --- | --- | --- | ---- | ---- | ---- | ---- | ---- | ---- | ---- | ---- | ---- | ---- | ---- |
| Give Up Your Guns                                | 208 | 254 | 299 | 250 | 271 | 355 | 430 | 570 | 587 | 427 | 709 | 694 | 835 | 865 | 809 | 1040 | 1092 | 1267 | 1193 | 1607 | 1515 | 1843 | 1599 | 1659 | 1730 | 1753 |

1. ↑  Een vetgedrukt getal geeft de hoogste notering aan.